# ميتزفة

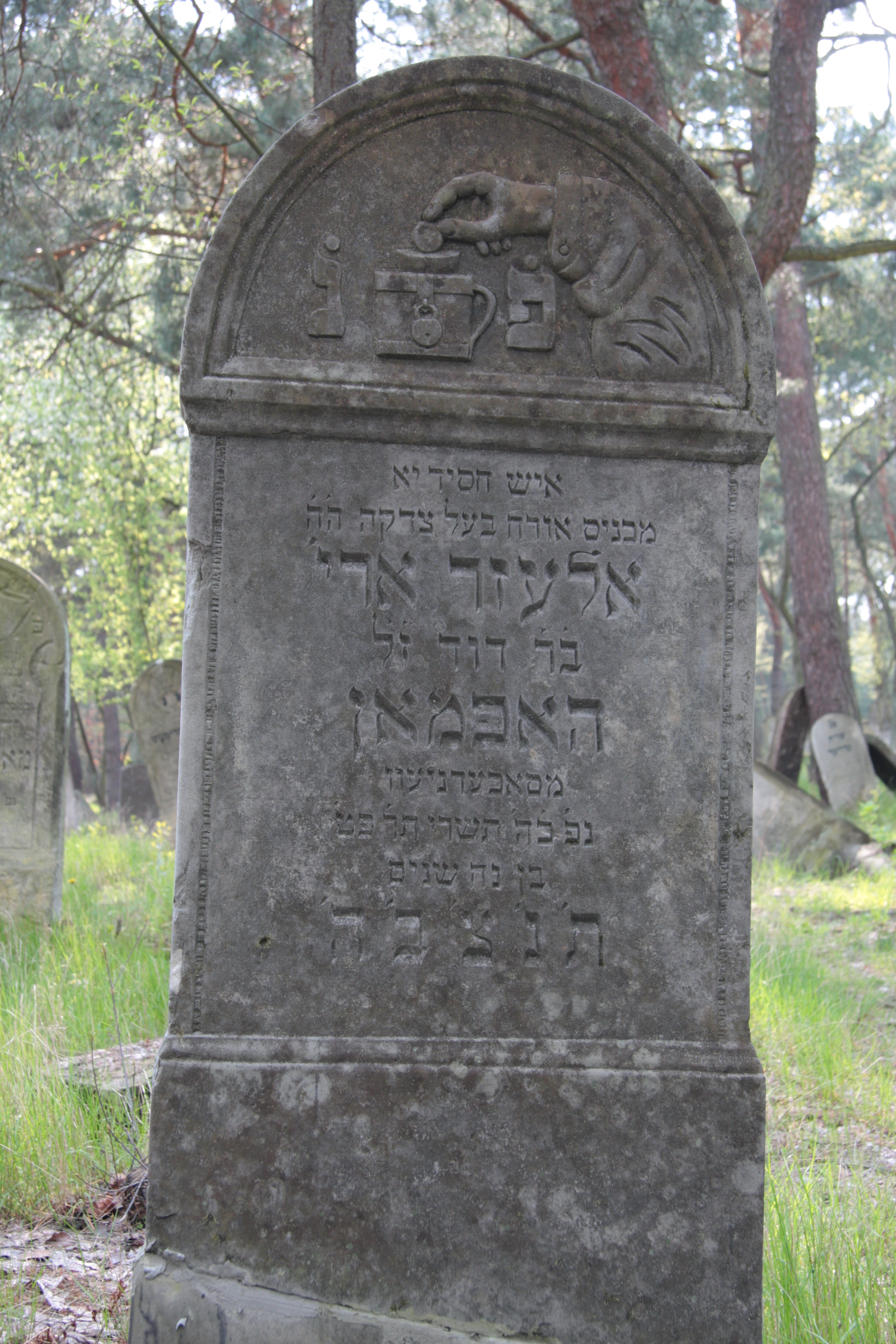

ميصوة (بالعبرية: מצווה، «الوصية» - جمع ميصووث - من צוה، صوه، تعني الأمر أو الوصية) هي الكلمة بالعبرية ل (أ) الوصايا، من 613 وصايا آخر، في التوراة (الخمسة الكتب الأولى من الكتاب المقدس العبري) أو (ب) أي قانون يهودي.